# Всемирный торговый центр 6

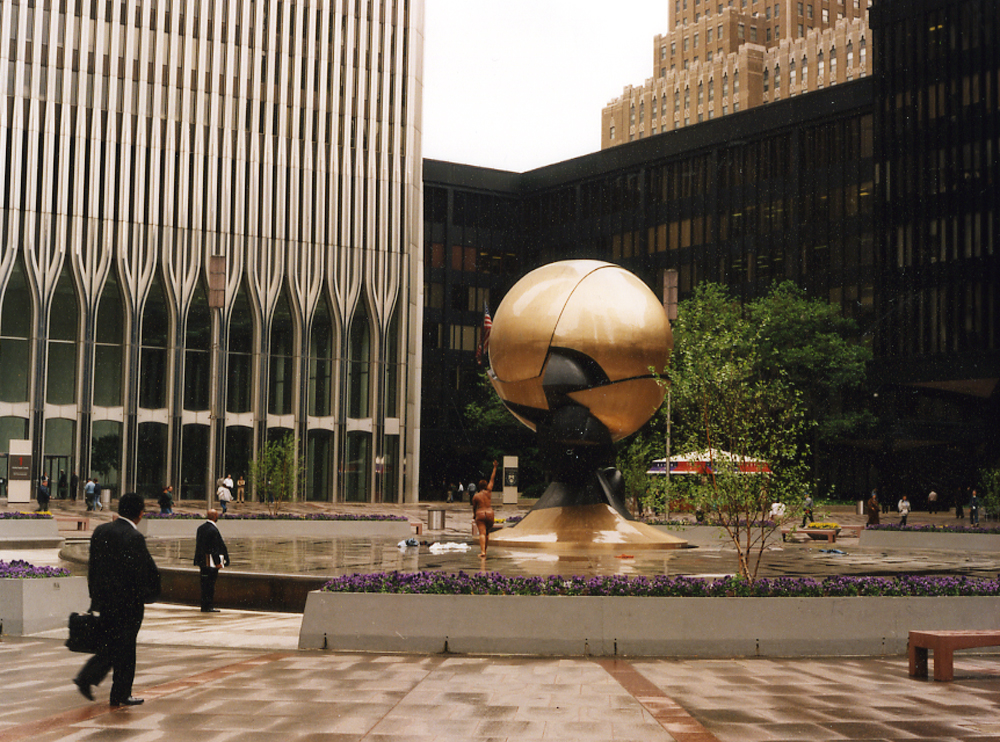
Части 1 (слева) и 6 (чёрный) корпусов до разрушения. На переднем плане «Сфера»

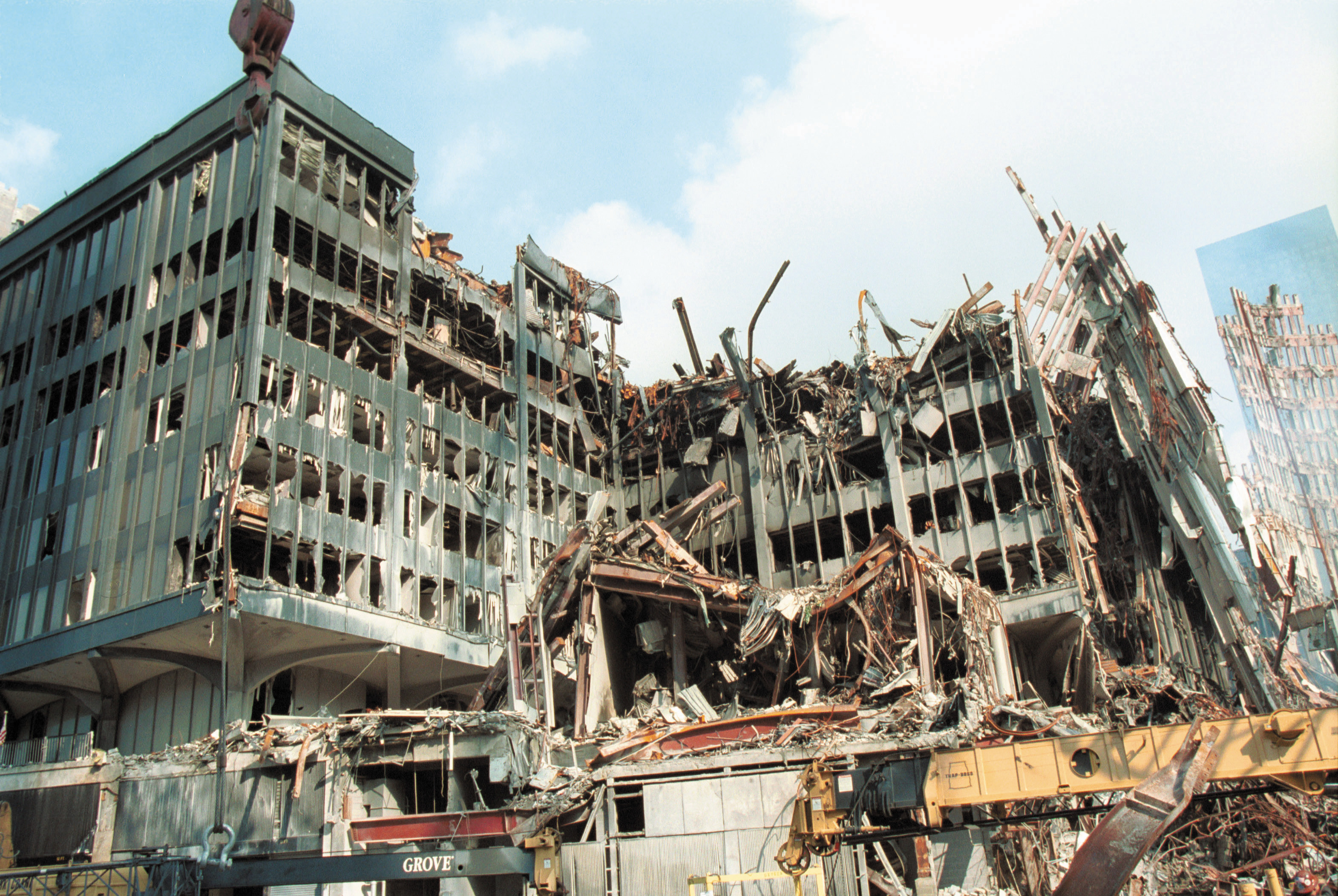
Юго-западная часть ВТЦ-6 после 11 сентября 2001 года

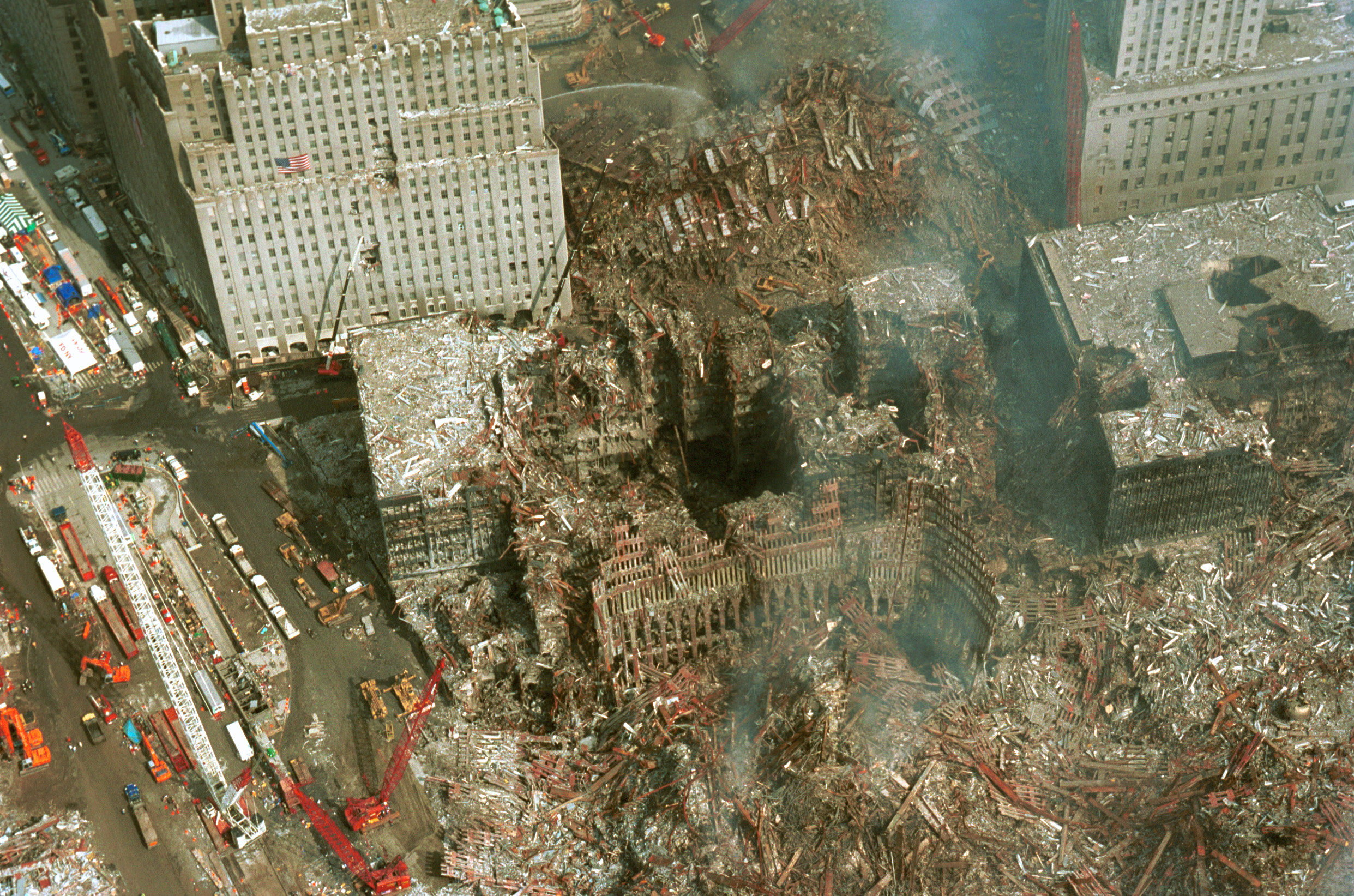
Разрушения после нападений 11 сентября. ВТЦ-6 в центре снимка

Всемирный торговый центр 6 (англ. 6 World Trade Center) — часть комплекса Всемирного торгового центра, располагавшееся в Нижнем Манхэттене. 8-этажное строение, площадью в 49,953 м², было штаб-квартирой таможенной службы США. Строительство ВТЦ-6 было завершено в 1975 году. Здание получило сильные повреждения в результате обрушения Северной и Южной башен. Из-за этого ВТЦ-6 восстановлению не подлежал, и впоследствии здание было снесено.
ВТЦ-6 — единственное здание ВТЦ, которое не реконструировали.

## Компании-арендаторы
В здании размещались:
- Таможенная служба США
- Министерство торговли США

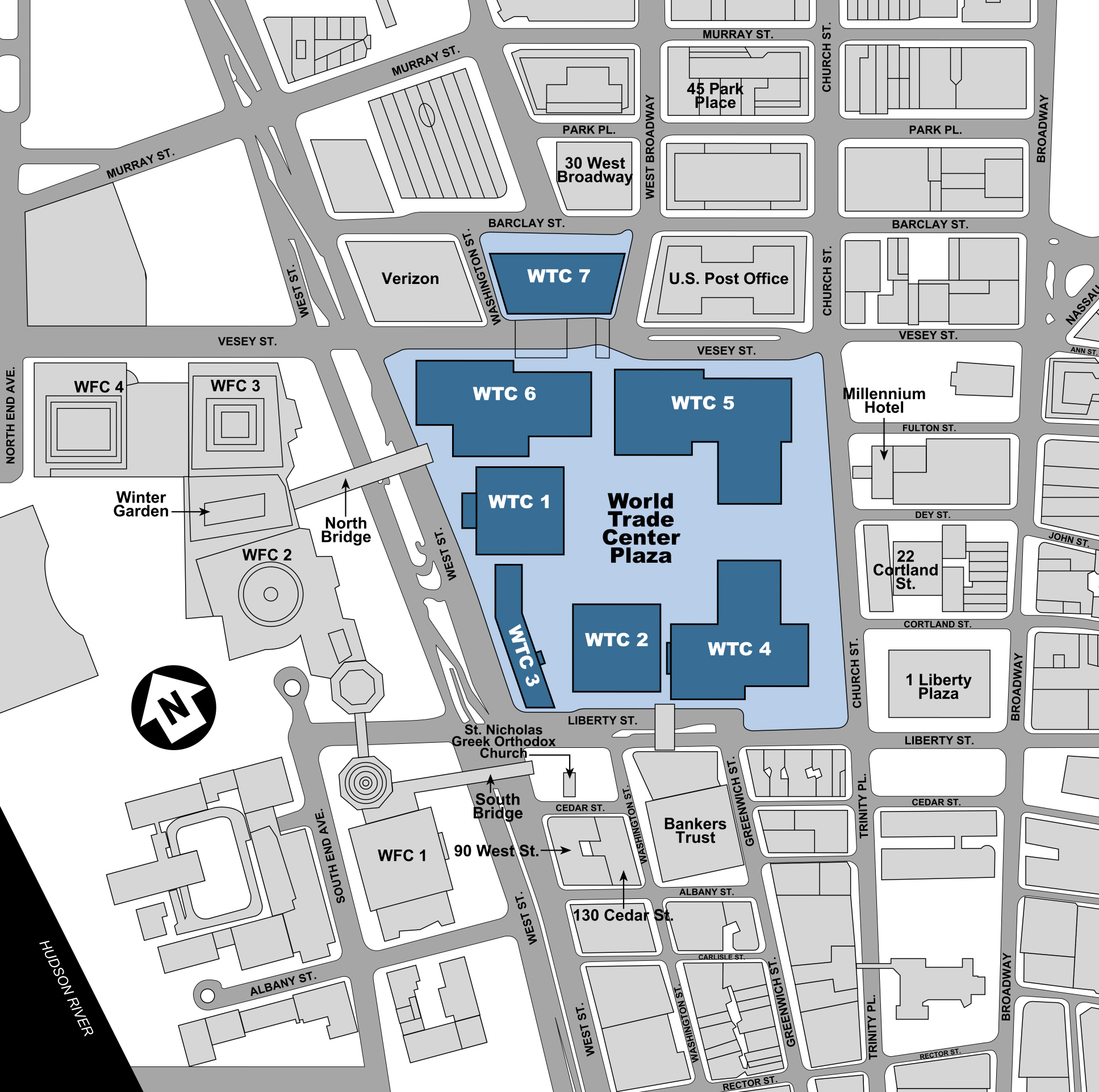
Общий план комплекса Всемирного торгового центра

- Бюро по обороту алкоголя,табака и огнестрельного оружия
- Министерство сельского хозяйства США
- Министерство труда США
- Корпус мира (нью-йоркское региональное отделение)
- Экспортно-импортный банк США